# Jan Brokken
Jan Brokken (Leida, 10 giugno 1949) è uno scrittore e giornalista olandese.

## Biografia
Nato a Leida nel 1949, ha studiato giornalismo a Utrecht e scienze politiche a Bordeaux. Dall'età di dieci anni fino ai trenta, affetto da una malattia allergica che ha temporaneamente compromesso le sue capacità visive, è stato intrattenuto dalla madre russa con la lettura dei principali classici della letteratura russa, ciò che ha favorito in lui l'amore per questo Paese e per la sua cultura.
Il suo esordio letterario risale al 1984, quando ha pubblicato il romanzo De province (La provincia), dal quale è stato tratto anche un film.
Ha raggiunto il successo con il romanzo De blinde passagiers (I clandestini), dato alle stampe nel 1995.
In Italia sono state tradotte e pubblicate: Nella casa del pianista (In het huis van de dichter), sulla vita di Youri Egorov; Anime baltiche (Baltische zielen); Il giardino dei cosacchi (De Kozakkentuin), Bagliori a San Pietroburgo (De gloed van Sint-Petersburg), I giusti (De rechtvaardigen),  L'anima delle città (Stedevaart), La suite di Giava (2023).
Autore di diari di viaggi, romanzi e biografie, è stato insignito del Premio Acerbi con Nella casa del pianista, premio ricevuto ex aequo con Kader Abdolah.

## Opere
- Mata Hari, 1975
- Het volle literaire leven, 1978
- Schrijven, 1980
- Over F.B. Hotz, 1982
- De provincie, 1984
- De zee van vroeger, 1986
- Met musici, 1988
- Zaza en de president, 1988
- De moordenaar van Ouagadougou, 1989
- De regenvogel, 1991
- Goedenavond, mrs. Rhys, 1992
- Spiegels, 1993
- Vulkanen vanaf zee, 1993
- De blinde passagiers, 1995
- De droevige kampioen, 1997
- Jungle Rudy, 1999
  - Jungle Rudy, traduzione Claudia Cozzi, Iperborea, Milano, 2018
- Voel maar, 2001
- Afrika, 2001
- Mijn kleine waanzin, 2004
- Waarom elf Antillianen knielden voor het hart van Chopin, 2006
- De wil en de weg , 2006
- In het huis van de dichter, 2008
  - Nella casa del pianista, trad. di Claudia Di Palermo, Iperborea, Milano, 2011
- Feininger voorbij, 2009
- Baltische zielen, 2010
  - Anime baltiche, trad. di Claudia Cozzi e Claudia Di Palermo, postfazione di Alessandro Marzo Magno, Iperborea, Milano, 2014
- De Vergelding, 2013
- De Kozakkentuin, 2015
  - Il giardino dei Cosacchi, trad. di Claudia Cozzi e Claudia Di Palermo, Iperborea, Milano, 2016
- De gloed van Sint-Petersburg, 2016
  - Bagliori a San Pietroburgo, trad. di Claudia Cozzi e Claudia Di Palermo, Iperborea, Milano, 2017
- De rechtvaardigen, 2018
  - I giusti, traduzione Claudia Cozzi, Collana Gli Iperborei n.317, Milano, Iperborea, 2020, ISBN 978-88-709-1617-1.
- Stedevaart, 2020
  - L'anima delle città, traduzione Claudia Cozzi, Iperborea, Milano, 2021
- De tuinen van Buitenzorg, 2021
  - La suite di Giava, trad. di Claudia Cozzi, Collana Gli Iperborei n.374, Milano, Iperborea, 2023, ISBN 978-88-709-1674-4.
- De kampschilders, 2022

## Riconoscimenti
- 1988: Lucy B. en C.W. van der Hoogtprijs per De zee van vroeger[4];

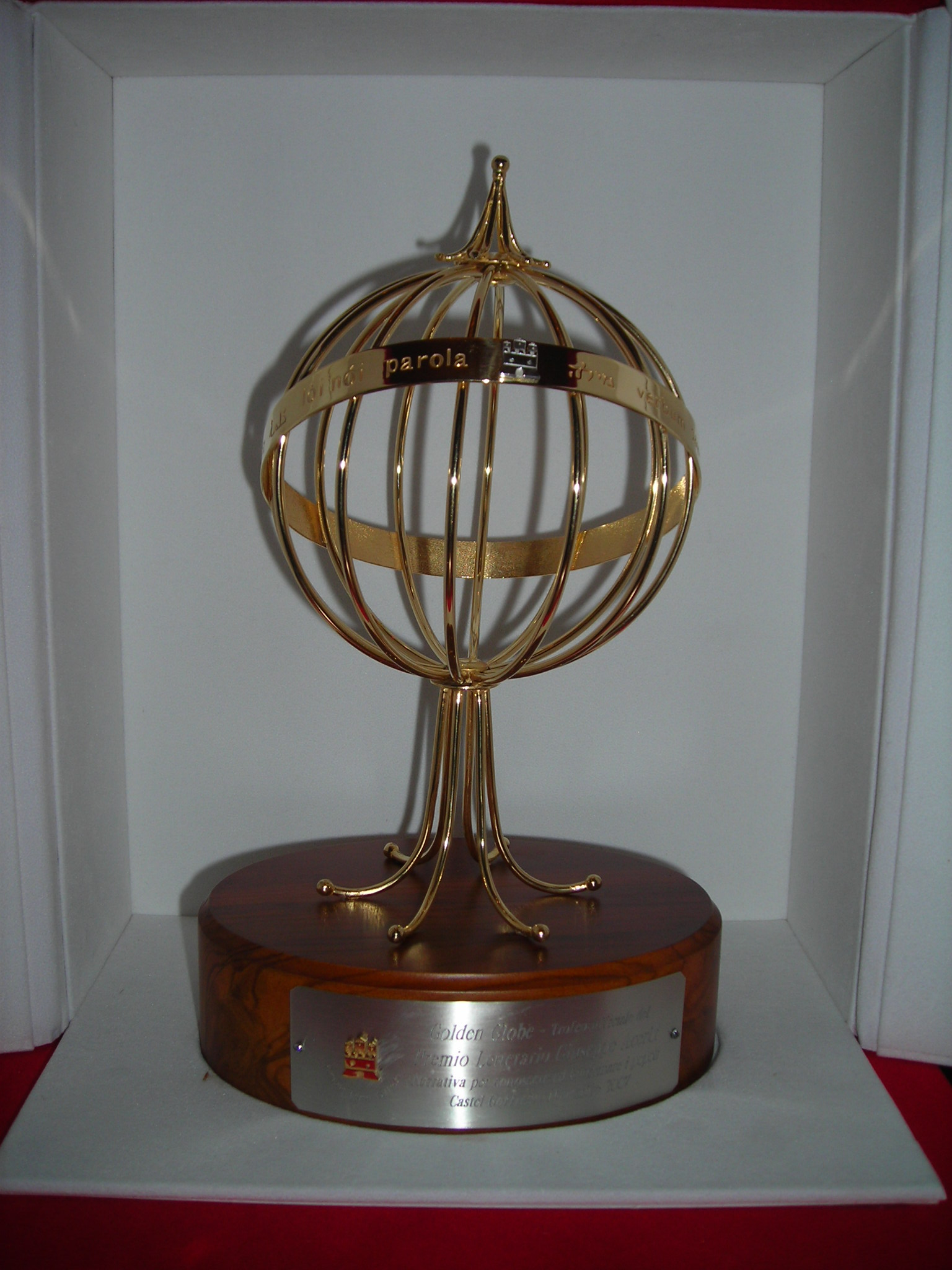
Premio letterario Giuseppe Acerbi

- 2016 - Premio letterario Giuseppe Acerbi per il romanzo Nella casa del pianista[5][6];;
- 2019 - Анциферовская премия (Antsiferov Prize) per De gloed van Sint-Petersburg[7]